# Mostri (Tiziano Sclavi)
Mostri è un libro di Tiziano Sclavi. Ha vinto il Premio Scerbanenco nel 1994.

## Storia editoriale
Venne pubblicato inizialmente nel 1985 nella raccolta di racconti "Il bel Paese" edita da Camunia; venne poi riscritto e ampliato e pubblicato come romanzo nel 1994.

## Trama
Il racconto si snoda attorno a tre freaks, ricoverati in uno squallido reparto ospedaliero abitato da esseri infelici. Sam è privo di arti, Gnaghi è un menomato mentale (omonimo del personaggio presente in Dellamorte Dellamore) e Ciccio è un nano ("così nano che è un nano anche per i nani").

## Riconoscimenti
- Premio Scerbanenco (1994)

## Edizioni
- Tiziano Sclavi, Mostri, prima ed., collana Fantasia e memoria, Camunia, 1994,  p. 160, ISBN 88-7767-183-1.